# Torre Normanna di Rutigliano

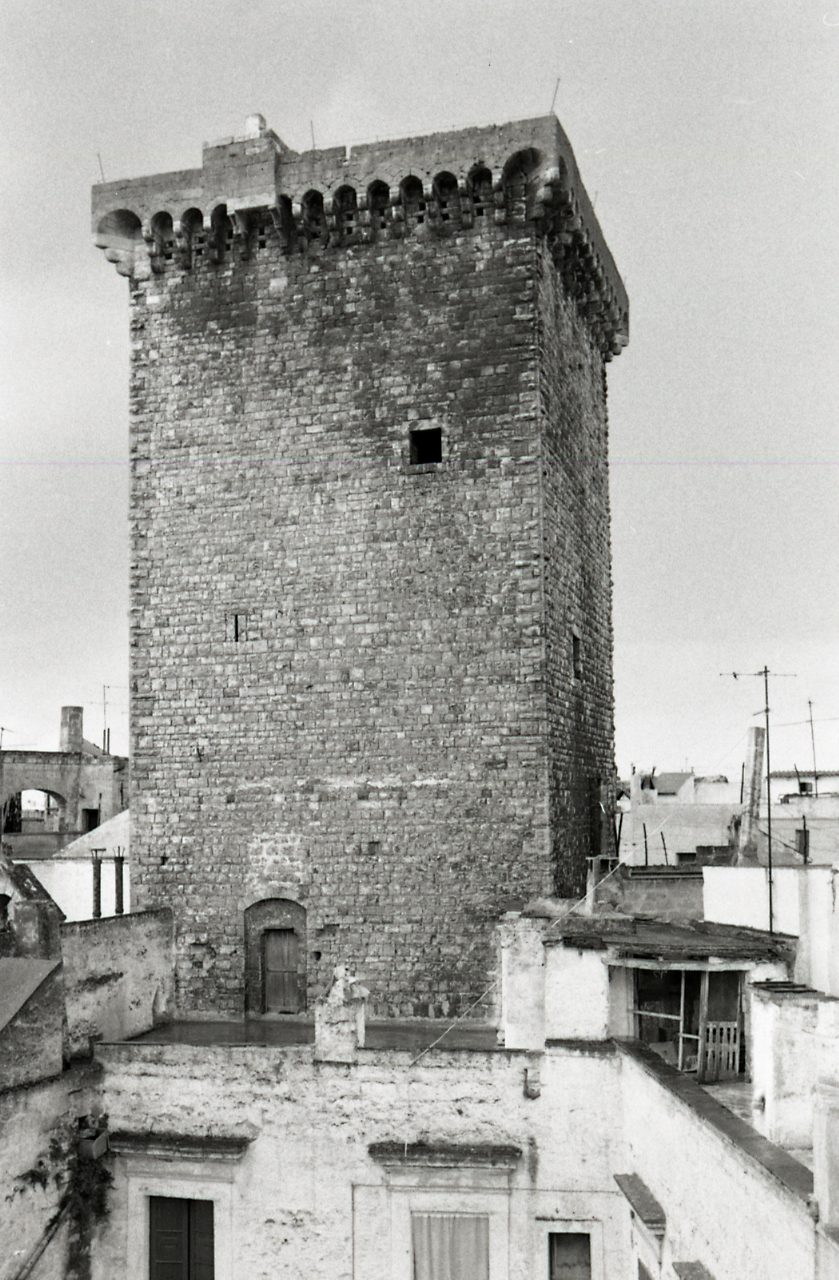
Torre Normanna fotografata da Paolo Monti, 1970

La Torre Normanna è il monumento simbolo di Rutigliano. Si tratta della torre maestra del castello posto alla sommità di un colle ad una altitudine di circa 130 metri.

## Storia
La Torre Normanna fu eretta dai Normanni nell’XI secolo sui resti di un baluardo di origine bizantina (nel 1108 circa dal primo conte di Rutigliano, il normanno Ugo Bassavilla). È certamente tra le più esemplari torri di guardia edificate in Puglia dai Normanni. Questi ampliarono il borgo antico e qualche anno dopo costruirono anche la Torre di Cinta e il Baluardo. Nel XII secolo vi adoperarono dei lavori di ristrutturazione e ampliamento.
L’edificazione del castello segnò l’inizio dello sviluppo urbanistico dell’attuale Rutigliano. Originariamente il castello era contornato da mura di cinta che racchiudevano il borgo antico. Al di fuori delle mura nel 1123 fu costruito un fossato, ancora oggi presente in alcune porzioni. L'accesso al borgo poteva avvenire tramite una delle tre porte della città: Porta Castello, Porta di Bari e Porta Siconis.
All’interno della cinta muraria fortificata si raccolsero gli abitanti provenienti dai centri vicini di Azetium, Tomegna, Bigetti, Casilio, sorti a ridosso delle lame San Giorgio e Giotta. 
Tra il XII e il XIV secolo, di fronte alla Torre di Cinta, fu costruito anche un torrione semicircolare che oggi risulta incastonato all’interno di un palazzo di proprietà della famiglia Moccia.
L'assetto del castello normanno fu pesantemente manomesso tra basso medioevo ed età moderna, allorché il feudo rutiglianese fu amministrato dai priori del Capitolo della Basilica di San Nicola di Bari, che lo avevano ricevuto in dono da Carlo II di Napoli nel 1306. Questi, in qualità di baroni, detennero la giurisdizione sull'intero territorio rutiglianese sino all'abolizione della feudalità (1806).
Dell’antico maniero, dopo le radicali trasformazioni ottocentesche seguite alla cessione dello storico immobile ai privati, sono rimasti ben riconoscibili il cortile e soprattutto la Torre Normanna.
La torre è stata restaurata e resa agibile di recente, a seguito della sottoscrizione di una temporanea convenzione fra il proprietario dell'immobile e il Comune di Rutigliano. È aperta alle visite guidate gestite dalle associazioni culturali con sede nel territorio del comune (Archeoclub d'Italia e Pro Loco ).

## Descrizione
Si tratta della torre principale del castello a forma quadrangolare, costruita in pietra calcarea ha un'altezza di circa 30 metri. Il cornicione è in tufo ed è stato ricostruito a metà del XX secolo.
Ci sono ancora elementi difensivi come finestre e feritoie distribuite sui vari piani. In corrispondenza del portale d'ingresso è presente una piombatoia o caditoia utile alla difesa.  All’ingresso troviamo una sala nella quale sono visibili resti di affreschi con soggetti religiosi, tra questi spicca una Pietà risalente al XV secolo. Ai piani inferiori ci sono un deposito e una cisterna.
Durante i lavori di restauro del 2004 sono emerse ulteriori tracce di affreschi le cui raffigurazioni possono essere ricondotte a Sant’Antonio Abate, San Michele Arcangelo e San Cristoforo. 
Gli affreschi sono legati al periodo in cui la torre, dal 1306 al 1821 era di proprietà del Capitolo di San Nicola di Bari, molto probabilmente la sala d’ingresso fungeva da luogo di culto per il Priore che periodicamente si recava a Rutigliano.